# Somalibia
Somalibia is een geslacht van kevers uit de familie bladsprietkevers (Scarabaeidae). Het geslacht werd voor het eerst wetenschappelijk beschreven in 1882 door Johan Wilhelm van Lansberge.

## Soorten
- Somalibia bimaculata Schein, 1956
- Somalibia guttifera Lansberge, 1882
- Somalibia heydeni Preiss, 1902
- Somalibia multiguttata Fairmaire, 1884
- Somalibia sternalis Schein, 1956